# Dario Nakić
Dario Nakić (ur. 21 maja 1969 w Szybeniku) – chorwacki lekarz, nauczyciel akademicki i polityk, w 2016 minister zdrowia.

## Życiorys
W 1994 ukończył studia medyczne na Uniwersytecie w Zagrzebiu. Specjalizował się w stołecznym szpitalu uniwersyteckim KBC „Rebro” w zakresie chorób wewnętrznych (2000) i nefrologii (2008). W 2005 uzyskał magisterium, doktoryzował się w 2010. Zawodowo związany ze szpitalem ogólnym w Zadarze, był m.in. jego wicedyrektorem (2007–2009) i dyrektorem (2009–2012). Został również nauczycielem akademickim na Uniwersytecie Josipa Juraja Strossmayera w Osijeku i na Uniwersytecie w Zadarze.
W styczniu 2016 z rekomendacji Chorwackiej Wspólnoty Demokratycznej objął urząd ministra turystyki w rządzie Tihomira Oreškovicia. Funkcję tę pełnił do końca funkcjonowania gabinetu, tj. do października 2016. Powrócił następnie do działalności zawodowej i dydaktycznej.